# Торањ на Иришком венцу
ТВ торањ на Иришком венцу подигнут је 1975. године и висок је 170 метара.      Састављен је од: бетонског стуба (120 m), радио-антене (30 m) и антенског стуба за ТВ сигнал (20 m). Торањ је делимично срушила НАТО авијација током НАТО бомбардовања СРЈ, а штета је процењена на 11,5 милиона долара.